# Toro Toro
Toro Toro, también escrito como Torotoro, es un pueblo y municipio de Bolivia, ubicado en la provincia de Charcas en el norte del departamento de Potosí. El acceso al mismo se realiza usualmente desde la ciudad de Cochabamba mediante una carretera de 138 km, en un tiempo aproximado de 4 a 5 horas. La altura del trayecto varía entre 1900 y 4000 metros sobre el nivel del mar.
El municipio es conocido por ser un destino turístico importante de Bolivia, contando con uno de los parques nacionales más visitados del país, el Parque nacional Toro Toro, que recibe más de 20 mil visitantes cada año.
La Fiesta Patronal es el 25 de julio, en conmemoración al Tata Santiago.

## Historia
Antiguamente Toro Toro fue un pequeño caserío que servía de descanso a las caravanas que viajaban desde San Pedro de Buena Vista hacia Carasi y viceversa, poblándose a finales de 1700 con personas que emigraban desde el valle alto en el departamento de Cochabamba, por la dura sequía que atravesó esta región valluna.
El 21 de noviembre de 1883, durante el gobierno de Narciso Campero, se creó el cantón de Toro Toro mediante ley .
En 1989 una zona del municipio de Toro Toro que comprende 10 comunidades fue declarada Parque Nacional por Decreto Supremo N.º 22269 del 26 de julio de 1989. Este fue elevado a rango de ley por la N° 1370 de 13 de noviembre de 1992, durante el gobierno de Jaime Paz Zamora, y cuenta con una superficie de 16.570 hectáreas. Actualmente es uno de los parques nacionales más importantes de Bolivia, por su importancia en paleontología y los estudios de espeleología que se realizan en el lugar.

## Geografía
El municipio de Toro Toro se encuentra en la parte noreste de la provincia de Charcas, en el norte del departamento de Potosí. Limita al suroeste con el municipio de San Pedro de Buena Vista, al noroeste con el municipio de Acasio de la provincia del General Bilbao, al norte y noreste con los municipios de Anzaldo, Vila Vila y Mizque del departamento de Cochabamba, y al sureste con el municipio de Poroma del departamento de Chuquisaca.
Toro Toro tiene una topografía definida por dos serranías altas con suelos rocosos y accidentados con pocas áreas para el cultivo agrícola. En el municipio se encuentran bosques poco espesos en las cabeceras de valle con presencia de especies desde arbustivas hasta matorrales. Gran parte del territorio municipal está cubierto por especies forestales mayores, arbustos y especies leñosas. Los ríos más importantes del municipio son el Caine, Rocha, Tapacarí y Arque.
Su temperatura media es de 24 °C.

## Demografía
De acuerdo con el censo boliviano de 2024, la población del municipio de Toro Toro es de 10 719 habitantes.
La población aumentó sólo ligeramente entre 1992 y 2024, mientras que la población de la localidad ha aumentado varias veces entre 1992 y 2012:
| Año  | Habitantes (municipio) | Habitantes (localidad) | Fuente |
| ---- | ---------------------- | ---------------------- | ------ |
| 1992 | 9.228                  | 258                    | Censo  |
| 2001 | 10.535                 | 676                    | Censo  |
| 2012 | 10.870                 | 1.304                  | Censo  |
| 2024 | 10.719                 |                        | Censo  |

## Transporte
Toro Toro se ubica a 160 kilómetros al norte de Potosí, la capital del departamento. se puede llegar al pueblo por carretera asfaltada a través de la Estancia Sucusuma en el río Caine desde la dirección de Cochabamba.

## Atractivos turísticos

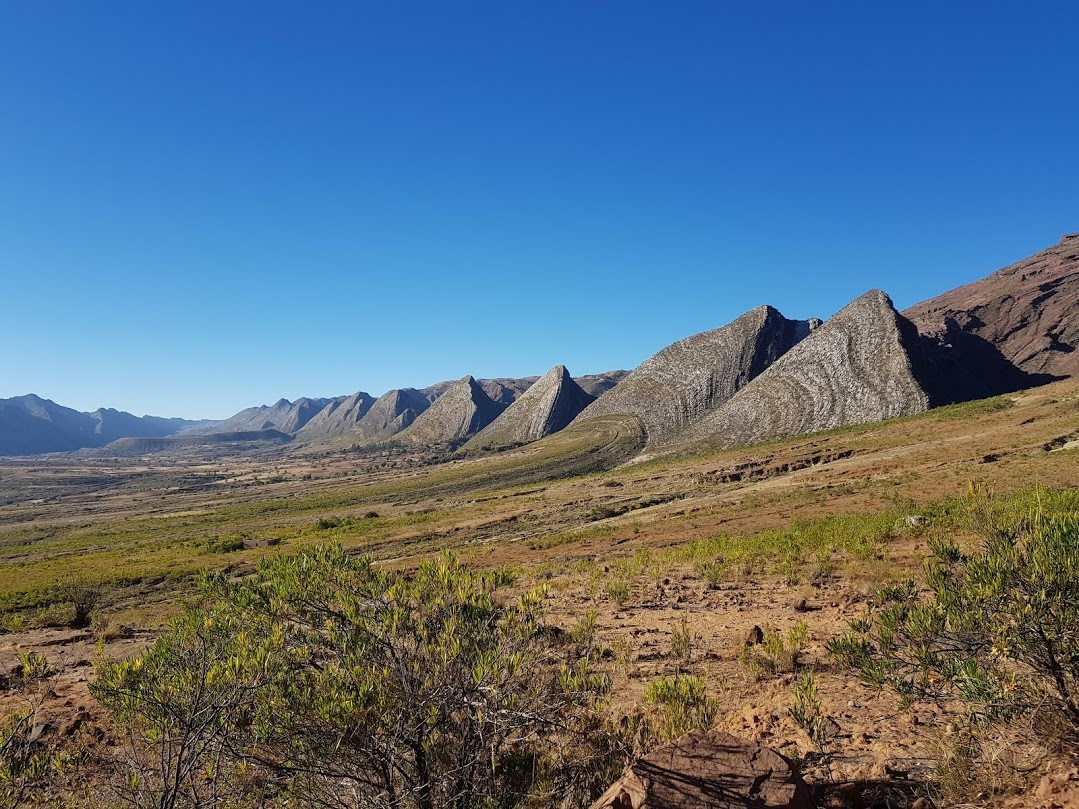
Vista del Parque nacional Toro Toro.

Está considerado como un atractivo turístico de Bolivia por la gran variedad de pisadas de dinosaurios en toda la región, el gran cañón de Garrapatal, las caídas de agua de El Vergel, la Caverna de Umajalanta (que significa el agua que se pierde en la tierra) Huacasenq´a y Chillijusk´o (agujero pequeño) con 7 kilómetros de largo donde podrá observar peces ciegos, estalactitas, estalagmitas, estalagmotas, cóndores, vizcachas y gran cantidad de murciélagos, Ciudad de Itas (inmensos bloques de piedra dándole un aspecto de ciudad) ubicada a 1 hora de Toro Toro, fósiles de tortugas de aproximadamente 80 millones de años y hace muy poco descubrieron más de 30 cavernas con escrituras rupestres de gran valor transformándose Toro Toro como un lugar obligado de visitar.

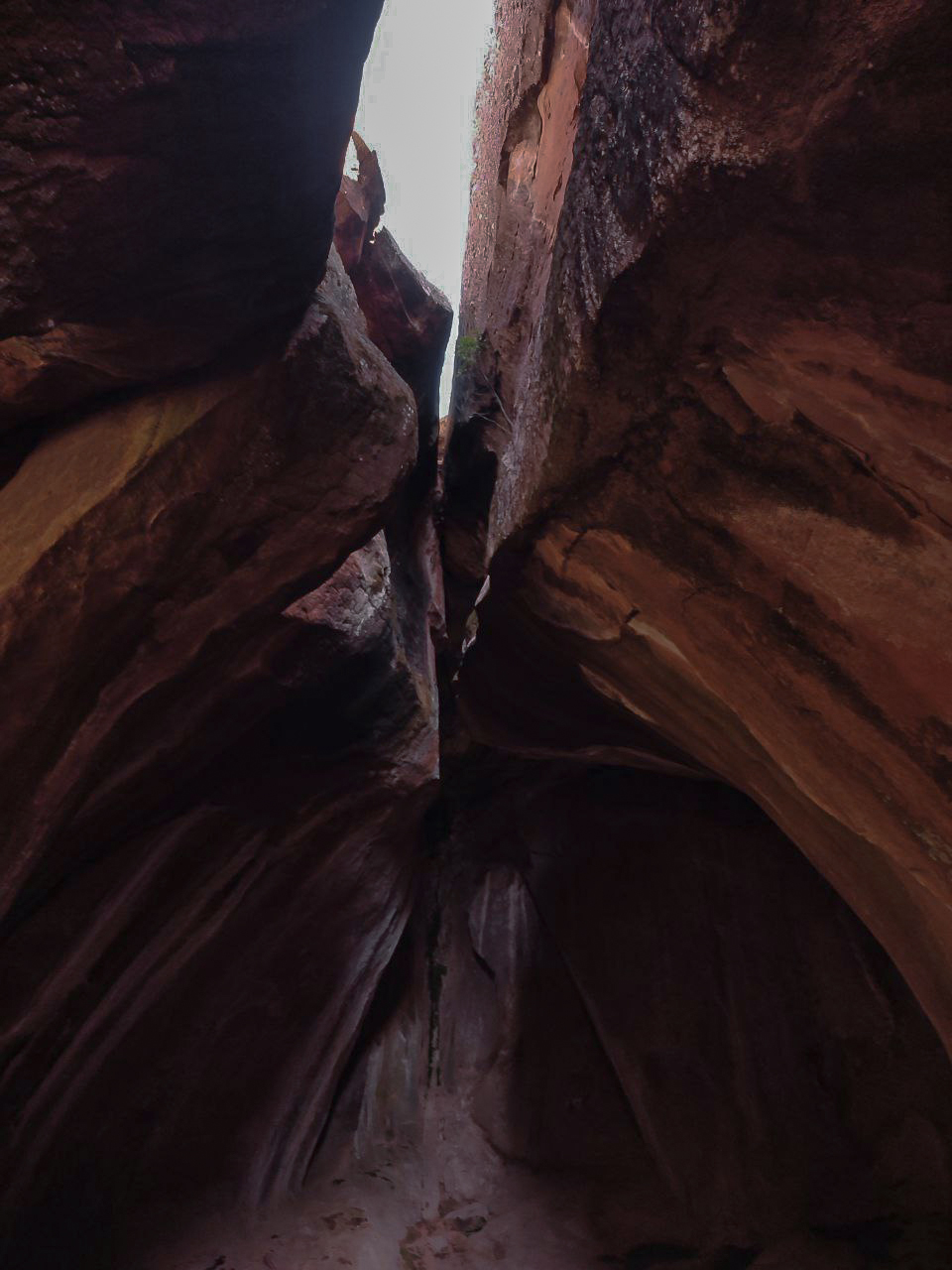
Ciudad de Itas.

Toro Toro es una especie de "Pompeya" andina. Se pueden llegar a ver varios animales fosilizados (tortugas, árboles). Aparentemente las erupciones volcánicas permitieron conservar las huellas de dinosaurios y han hecho de Torotoro un singular lugar con paisajes increíbles. Existen además varios restos de vasijas de origen desconocido.
En los últimos años ha crecido significativamente la importancia del Parque nacional Toro Toro, siendo considerado incluso como posibilidad de nueva maravilla del mundo.[cita requerida] Como consecuencia de esto Toro Toro ha mejorado sustancialmente su atención a los turistas, contando hoy en día con casi un centenar de guías turísticos, algunos de los cuales se formaron en la carrera de Turismo y Agropecuaria.